# Un été à Marrakech
Un été à Marrakech (Ein Sommer in Marrakesch) est un téléfilm allemand réalisé par Gero Weinreuter et diffusé en 2010.

## Fiche technique
- Scénario : Stefanie Sycholt
- Durée : 90 min
- Pays :  Allemagne

## Distribution
- Jutta Speidel : Tina Schlosser
- Peter Sattmann : Rudi Schlosser
- Luise Helm : Anna Schlosser
- Wladimir Tarasjanz : Rafiq Mernissi
- Mehdi Moinzadeh : Karim Mernissi
- Adriana Altaras : Aisha
- Christoph Gaugler : Philip Santayana
- Adil Abdelwahab : Jilal Menara
- Fadila Ben Moussa : Mathilde
- Matthias Kupfer : Maire